# Султан, Вафа
Вафа Султан (араб. وفاء سلطان‎, англ. Wafa Sultan; р. 1958, Банияс, Сирия) — доктор психиатрии, писательница и активистка за права мусульманских женщин, критик ислама и мусульманского общества.
Вафа Султан в одном из своих интервью заявила, что она «не христианка, не мусульманка и не иудейка», что она не верит «в сверхъестественное», но уважает «чужое право верить в это». 

## Жизнь и карьера
Вафа Султан родилась в большой мусульманской (алавитской) семье, в сирийском городе Банияс. Её отец был набожным мусульманином, в обычной жизни он занимался продажей зерна. По мнению самой Вафы Султан её отношение к исламу изменилось в 1979 году, в то время она была студенткой в Алеппо. Однажды представители радикальной исламской организации Братья-мусульмане ворвались в университет и с криками «Аллаху акбар» расстреляли одного профессора.
Она живёт в Лос-Анджелесе (в Калифорнии, США), куда она переехала в 1989 году, позднее получив американское гражданство.
Она получила известность после террористических актов 11 сентября 2001 года своим участием в политических дебатах по поводу ситуации на Ближнем Востоке. Её сочинения, написанные на арабском языке, были опубликованы в различных газетах. Она также выступала по телевидению, в частности  на телеканалах «Аль-Джазира» и CNN.
21 февраля 2006 года Султан, находясь в студии в Лос-Анджелесе, приняла участие в телепередаче «Противоположное направление» (الاتجاه المعاكس‎). В ней она спорила с Фейсалом аль-Касемом и Ибрагимом аль-Хули на тему «столкновения цивилизаций», впервые выдвинутую Самюелем Хантингтоном. Она критиковала мусульман за неадекватное отношение к иноверцам и непризнание их достижений, в то время как сами мусульмане пользуются их ресурсами и технологиями. Ближневосточный Институт журналистских исследований (MEMRI) опубликовал отрывок из её интервью, который был переведён на английский и позже появился на различных веб-сайтах. Позднее на YouTube появился также перевод этого отрывка на русский язык.